# شوتروك ناخونته
شوقروك ناخون تا (بالإنجليزية: Shutruk-Nahhunte)‏ من أشهر ملوك العيلاميين ولعل أهم ما يذكره التاريخ لهذا الملك غزوه لبابل في سنه 1190. ق.م تقريباً وحمل كل ما يتعلق بتاريخها الي مدينة سوسه وكذلك تمثال الاله مردوخ والذي بقى بعاصمة عيلام لمدة ثلاثين عاماً إلى ان تمكن الملك نبوخذ نصر الأول من استرداد التمثال في حملته الناجحة علي عيلام.

## المصدر
- كتاب الشرق الأدني القديم «العراق - إيران - آسيا الصغري - بلاد الشام» للدكتور صبحي عطية يونس 2007/2008.